# Atoll K
Atoll K (originaltitel: Atoll K) är en fransk-italiensk komedifilm med Helan och Halvan från 1951 regisserad av Léo Joannon. Filmen är den sista som komikerduon Helan och Halvan gjorde.

## Handling

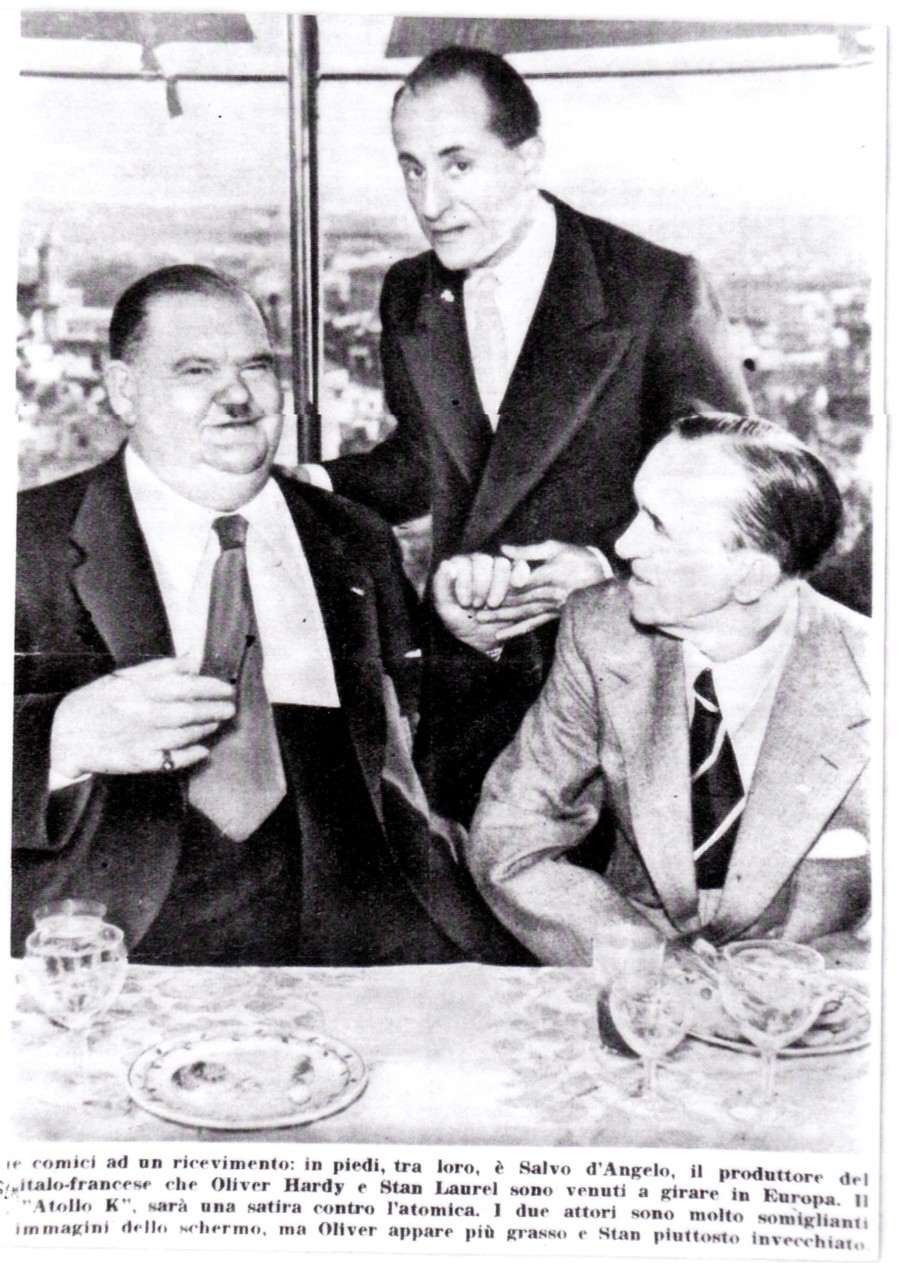
Stan Laurel och Oliver Hardy under inspelningen av filmen.

Helan och Halvan har fått ärva en ö. På vägen dit råkar de ut för sjönöd, och hamnar på en atoll tillsammans med ett gäng andra människor.

## Om filmen
Detta är komikerduon Helan och Halvans sista film.
Inspelningen av filmen var inte den enklaste. Stan Laurel och Oliver Hardy var båda sjuka under inspelningen, Stan led av dysenteri och hade problem med prostatan, och Oliver drabbades av flera hjärtattacker. På grund av det blev inspelningen utdragen från 12 veckor till nästan ett år.
Filmen har flera engelska titlar, bland annat Robinson Crusoeland som använts i Storbritannien och Utopia som använts i USA.
Filmen finns utgiven på DVD och Blu-ray.

## Rollista (i urval)
- Stan Laurel – Stan (Halvan)
- Oliver Hardy – Ollie (Helan)
- Suzy Delair – Chérie Lamour
- Max Elloy – Antoine
  - Paul Frees – Antoine's engelska röst
- Adriano Rimoldi – Giovanni Copini
- Luigi Tosi – Jack Frazer
- Robert Murzeau – kapten Dolan
- Suzet Maïs – fru Dolan
- Michael Dalmatoff – Alecto[3]